# Ácido cafeico
Ácido caféico é um ácido fenólico que tem como propriedade a ligação entre si e outros compostos. Possui atividade antioxidante.

É classificado como agente possivelmente carcinogênico para humanos na Lista Nacional de Agentes Cancerígenos para Humanos - LINACH, publicada pelos Ministérios do Trabalho e Emprego, da Saúde, e da Previdência Social  (Portaria Interministerial 9, de 7/10/2014), com base em estudos da Agência de Pesquisa em Câncer da Organização Mundial da Saúde (IARC/OMS).